# Хорезмська Народна Радянська Республіка
Хорезмійська Радянська Народна Республіка (узб. Xorazm Xalq Shoʻro Jumhuriyati) — держава у Середній Азії, створена більшовиками на території колишнього Хівинського ханства в лютому 1920 року. Після його захоплення Червоною армією хан відрікся від престолу, а російською агентурою проведено Перший Хорезмський Курултай (на зразок Законодавчих зборів) 26 квітня 1920 року.
20 жовтня 1923 року була перейменована на Хорезмську Соціалістичну Радянську Республіку (ХСРР). ХСРР проіснувала до осені 1924 року, коли її територія внаслідок адміністративних змін у радянській Середній Азії (відбувався розподіл територій в адміністративні регіони за етнічним принципом) була розділена між Узбецькою РСР, Туркменською РСР та Каракалпацькою АО.

## Керівники

### Голова Революційного Комітету
- Ходжі Пахлавон Нійоз Юсуф (2 лютого 1920 — березень 1920)

### Голова Революційного Уряду
- Джуманійоз Султон Мурадогли (березень 1920 — 30 квітня 1920)

### Голови Президії Асамблеї Народного представництва
- Ходжі Пахлавон Нійоз Юсуф (30 квітня 1920 — 6 березня 1921)
- Коч Корогли (6 березня 1921 — 15 травня 1921) (Голова Тимчасового Революційного Комітету)
- Худойберган Діваногли (15 травня 1921 — 23 травня 1921)

### Голови Президії Центрального Виконавчого Комітету
- Мулла Нозір (23 травня 1921 — червень 1921)
- Аллаберган (червень 1921 — вересень 1921)
- Ата Максум Мадрахімогли (вересень 1921 — 27 листопада 1921)
- Джангібай Муродогли (27 листопада 1921 — 23 червня 1922
- Абдулла Абдурахмон Ходжаогли (23 червня 1922 — 20 жовтня 1923)
- К. Сафарогли (20 жовтня 1923—1924)
- Султонкари Джуманійоз (1924)
- Темурходжа Яміногли (1924 — 17 лютого 1925)